# Сражение при Ташичао
Сражение при Ташичао или Бой под Ташичао — сражение 10 (23) — 11 (24) июля 1904 года между Южным отрядом генерала Н. П. Зарубаева и 2-й японской армией генерала Я. Оку во время русско-японской войны. 

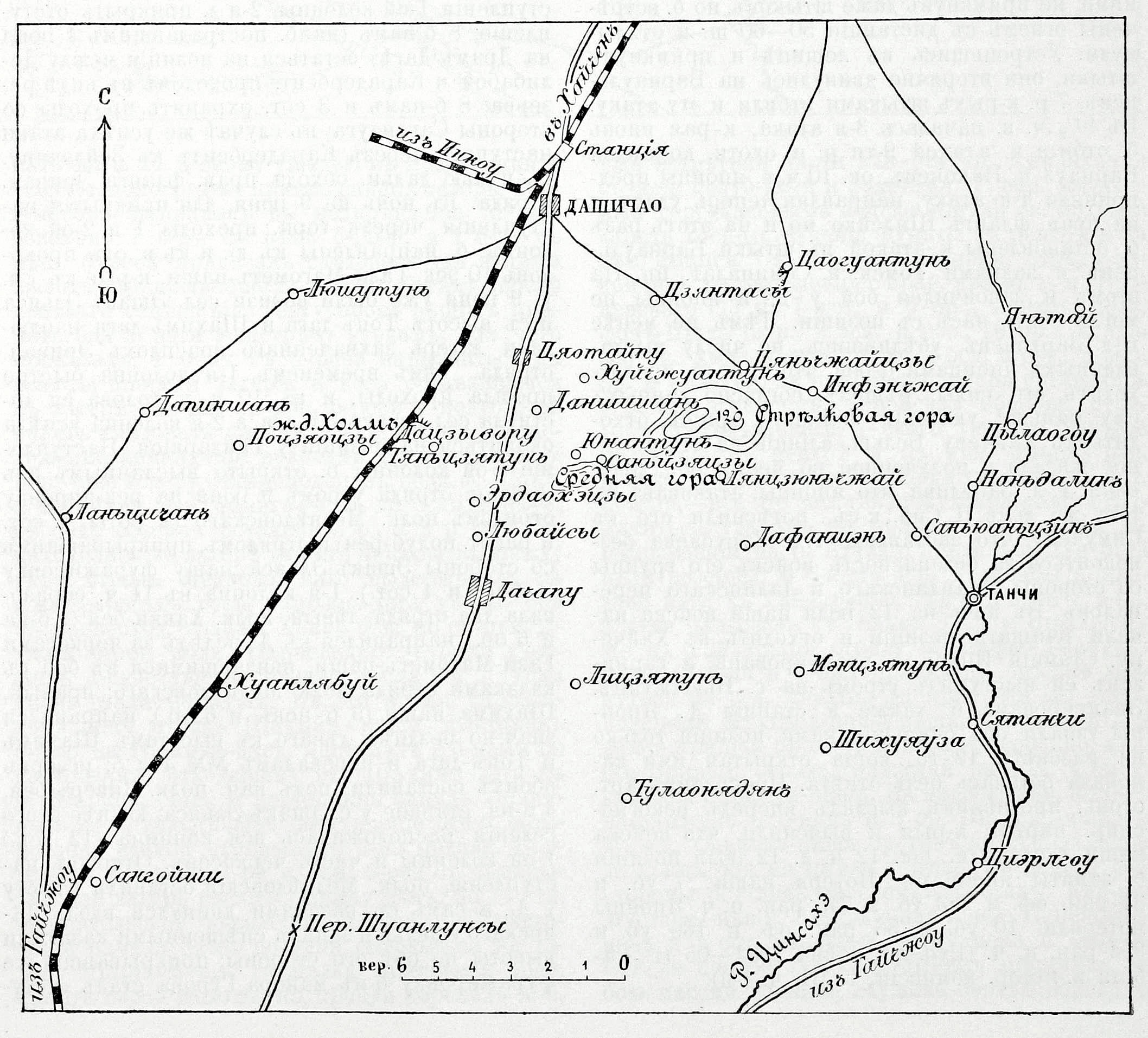
Карта местности

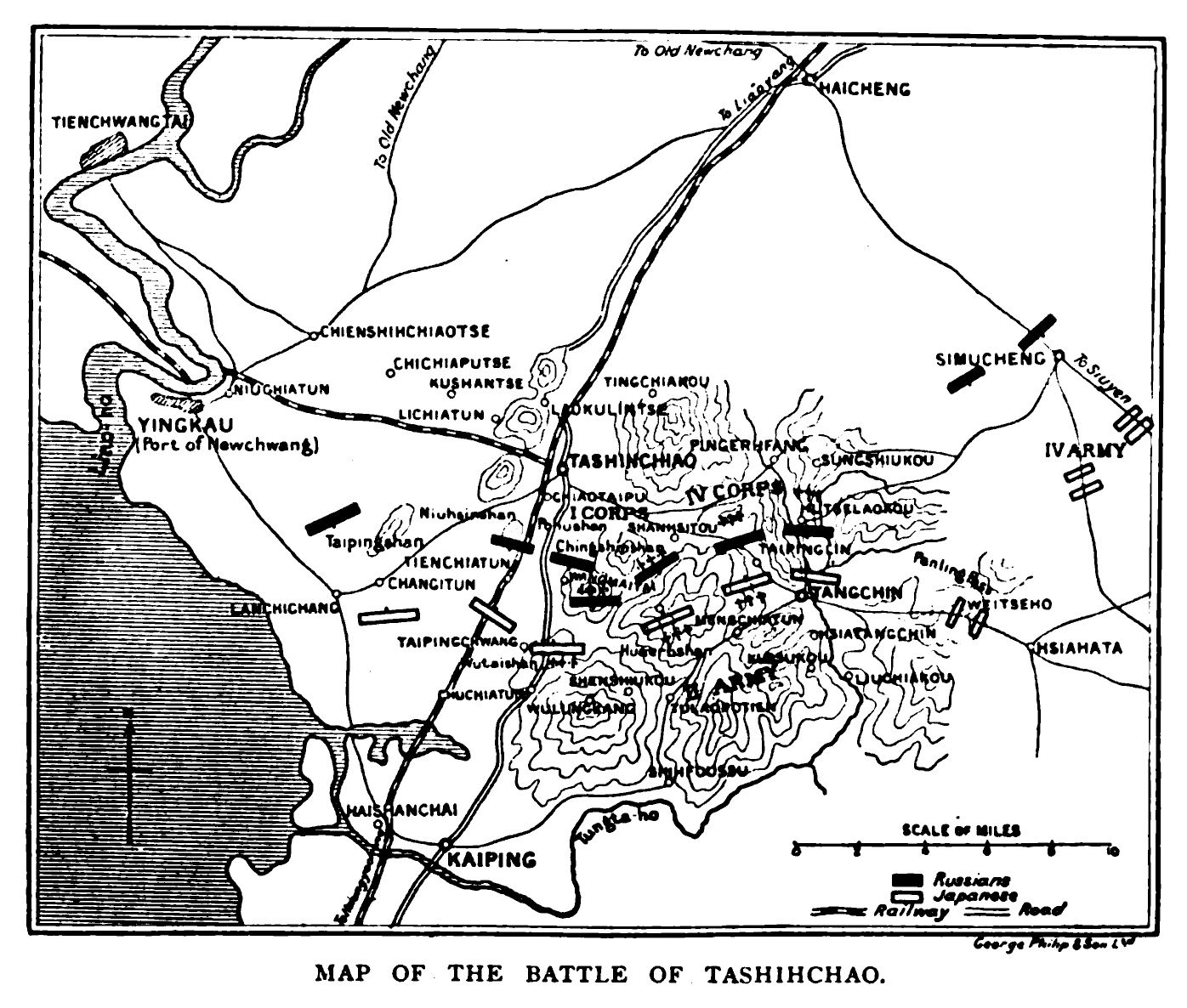
Карта сражения

## Ход сражения
Пока русское командование производило перегруппировку войск для «постепенного наступления» против Куроки, армия Оку (35 тысяч человек) перешла утром 23 июля в наступление против Южной группы. Двухдневное сражение разыгралось к югу от Ташичао, где русские заняли позиции к востоку от железной дороги.
1-й Сибирский корпус растянулся на позиции от железнодорожного холма до Стрелковой горы, имея перед собой открытую местность. Растущий перед правым флангом позиции гаолян был снят на глубине 1500 шагов от русских окопов. Далее по высотам до Чжаныуантуня расположился 4-й Сибирский корпус, имея перед собой высоты, которые командовали над позицией, что потребовало занятия у Наньдалина передовой позиции. В резерве 4-го корпуса оставалось 4 батальона и 8 орудий. В резерве командующего Южной группой — 10 батальонов, 6 сотен и 8 орудий.
Правый фланг позиции прикрывался конным отрядом Коссаговского, левый фланг — конницей Мищенко.
Оку начал свое наступление четырьмя дивизионными колоннами на фронте в 25 км; однако сильная грязь между железной и мандаринской дорогами вынудила его свернуть несколько вправо, а крайне пересеченная местность на правом своем фланге затрудняла обход русской позиции.
Бой 23 июля свелся к артиллерийской перестрелке. На левом фланге японцев гаолян затруднял ориентирование. Русская артиллерия стояла укрыто и стреляла с закрытых позиций. К вечеру артиллерийская перестрелка утихла, а на рассвете следующего дня японцы возобновили артиллерийский огонь, перейдя в наступление пехотой лишь на направлении Дафаншэнь; однако все их атаки на правый фланг 4-го корпуса были отбиты энергичными штыковыми контратаками.
Еще в полдень, несмотря на успех артиллерии 1-го Сибирского корпуса в борьбе с превосходной артиллерией японцев и ничтожные потери в пехоте от артиллерийского огня, командир 1-го корпуса Штакельберг возбудил перед Зарубаевым вопрос об отходе, а к вечеру начальник Южной группы отдал приказ об отступлении под прикрытием темноты на Хайчен. 

## Результаты
В ходе ожесточенного двухдневного боя Южный отряд (1-й, 4-й Сибирские корпуса) успешно отразил все атаки японцев. Русские потеряли в бою под Дашичао 819 человек. Японцы — 1160 человек.
Несмотря на этот тактический успех, командующий Маньчжурской армией генерал А.Н. Куропаткин не стал втягиваться в более серьезное противоборство и приказал Зарубаеву отступать. Взяв эту станцию, японцы смогли занять и порт Инкоу. Тем самым они перерезали уже не только сухопутную, но и морскую связь основных русских сил с Порт-Артуром. После сражения Зарубаев отошел на Хайченские позиции, где соединился с 2-м Сибирским корпусом генерала М. И. Засулича, отступившего от Кангуалина.